# Jens Weissflog
Jens Weissflog (21. července 1964, Erlabrunn) je bývalý německý reprezentant ve skocích na lyžích.
Vyrostl v krušnohorské obci Pöhla, kde v letech 1971 až 1977 navštěvoval základní školu. Lyžování trénoval ve Středisku severské kombinace; zaznamenal řadu úspěchů v dětských a dorosteneckých závodech. Od roku 1977 navštěvoval dětskou a mládežnickou sportovní školu v Oberwiesenthalu; po ukončení studia se stal členem národního týmu NDR. V sezóně 1980 až 1981 se poprvé zúčastnil Turné čtyř můstků. Roku 1984 získal zlatou medaili na Zimních olympijských hrách v Sarajevu. Roku 1988 se oženil s Nicolou Möckelovou (v roce 2005 se po dohodě rozešli), s níž má dva syny. Po znovusjednocení Německa přešel do jednotného národního družstva. Druhou zlatou olympijskou medaili vyhrál roku 1994 v Lillehammeru.
V roce 1996 ukončil sportovní kariéru. V současnosti vlastní hotel v Oberwiesenthalu a spolupracuje s německou televizí ZDF jako komentátor sportovních přenosů.